# Criciúma
Criciúma je město v jižní Brazílii ve státě Santa Catarina. V roce 2010 zde žilo 192 308 obyvatel. Město má rozlohu 235,628 km².
Město se nachází 180 km jižně od Florianópolisu a 900 km jižně od São Paula.
Letecké spojení s ostatními částmi země obstarává letiště Diomício Freitas, nacházející se v sousedním městě Forquilhinha.

## Historie
Město bylo založeno v roce 1880 italskými přistěhovalci. V roce 2004 bylo zasažena tropickým cyklónem, jevem vzácným této části země, který městu způsobil škody.

## Hospodářství
Město je centrem brazilského podlahářství a bytových materiálů. Těží se zde uhlí. Vyrábí se zde také keramické kachličky, plastové výrobky, džíny a chemikálie.

## Sport
Criciúma je také jméno místního fotbalového klubu, který hraje v brazilské národní lize. Tým vyhrál několik mistrovství, včetně titulu v roce 1991.

## Partnerská města
- Herning, Dánsko
- Hannover, Německo
- Vittorio Veneto, Itálie